# 富烯
富烯（英語：Fulvene）為苯的同分异构体之一，分子式为C6H6。約翰尼斯·提艾利发现环戊二烯和醛、酮反应，得到了具有亮色的富烯衍生物。
大多的富烯都是通过环戊二烯以及环戊二烯基钠来制备的。
富烯是富烯类的一种。
2,3,4,5-四甲基富烯，简写为Me4Fv，是一个在有机金属化学中常用的配体。它的常规合成是通过五甲基环戊二烯的去甲基化来制备的。

## 参見
- 富烯类
  - 亚甲基环丙烯（Methylenecyclopropene，丙富类，Triafulvene）
  - 庚富类（Heptafulvene）
- 富瓦烯